# Ksar Tissouit Ait Seghrouchen
Ksar Tissouit Ait Seghrouchen (en arabe : قصر تيسويت آيت سغروشن) est un village fortifié dans la province de Midelt, région de Draa-Tafilalet au Maroc. Elle est située à une dizaine de kilomètres au sud de Midelt.

## Histoire
Le ksar forme une vieille enclave Aït Seghrouchen liée à Abdallah al-Ayachi, érudit du XVIIe siècle.

## Structure
Le ksar Tissouit Ait Seghrouchen est bâti selon un plan en carré, coin formant des tours défensives. La disposition interne comprend deux ruelles auxquelles on accède par deux portes situées dans le mur sud. Le ksar est actuellement utilisé comme grange et comme étable.